# Dieresi
La dieresi (dal greco antico διαίρεσις?, diàiresis, "divisione", derivato da δι(α)-αιρέω, "io scelgo separatamente") è la sillabazione separata di due vocali contigue all'interno di una stessa parola, pronunciate o scandite in modo che appartengano a due sillabe diverse. È un termine tecnico tipico della fonosintassi, branca della linguistica comune alla metrica e alla fonologia. 

## Metrica latina e greca
Nella metrica classica per dieresi si intende anche una pausa, nella scansione dei versi più lunghi, che cade tra un piede e l'altro,
Si ha al contrario la cesura quando invece essa cade all'interno del piede.

## Metrica italiana
In metrica italiana, la dièresi è la scansione di un dittongo (ascendente o discendente), in modo che i foni che lo formano siano distribuiti su due sillabe differenti. Nel caso del dittongo ascendente, il primo fono (consonante approssimante o semiconsonante) diventa un vocoide.
la somma sapïenza e 'l primo amore. (Dante, Inferno, III, 6)
La parola sapienza, secondo la comune sillabazione italiana, è un trisillabo (sa-pien-za) /saˈpjɛn.ʦa/; ma in questo verso è computata come quadrisillabo (sa-pi-en-za) /sa.piˈɛn.ʦa/. Il fenomeno ricade nella categoria linguistica detta iato.
Per parole come saggio e figlio non si può parlare correttamente di dieresi, perché la i in questo caso ha il valore di un segno diacritico, che specifica la pronuncia palatale del digramma. Nonostante le critiche di Francesco D'Ovidio, ci sono varie attestazioni di dieresi da i diacritica come, per esempio, in Carducci (ciglïa, figlïa). Nel caso di cielo, dove la i è puramente etimologica, la dieresi sarebbe ancora più inappropriata.
Al contrario della dieresi, quando all'interno di parola due (o tre) vocali contigue (non costituenti dittongo ascendente o discendente) vengono contate come un'unica sillaba si ha la sinèresi. Questo avviene in particolare con i nessi vocalici formati da due vocali "forti" come ae o ea, che di solito vengono considerati appartenenti a due sillabe distinte, anche se alcuni fonetisti come Luciano Canepari non sono d'accordo.
D'Ovidio ha notato come nell'uso poetico, la scelta tra sineresi e dieresi non è spesso arbitraria. La dieresi, in particolare è comune con le forme latineggianti ed è quindi segno di scansione sillabica ispirata alla poesia latina. Nonostante numerosissime eccezioni, dalle origini fino al Novecento, la dieresi è generalmente evitata:
- con i nessi /jɛ/ e /wɔ/, provenienti da ĕ e ŏ latine, per esempio miele /ˈmjɛ.le/ e fuoco /fwɔ.ko/;
- con /j/ che deriva da -l- latina, per esempio fiume /ˈfju.me/ e chiaro /ˈkja.ro/;
- con /j/ derivante da -ri- latino, per esempio libraio /liˈbra.jo/;
- con /j/ derivante da -i- latina, per esempio vizio /ˈvit͡ːsjo/, con raddoppiamento;
- con /w/ derivante da -u- latina, per esempio acqua /ˈak.kwa/, generalmente con raddoppiamento;
- con /w/ derivante da w- germanica, per esempio guardare /ɡwarˈda.re/.

Viceversa nei latinismi, grecismi e arabismi si ha spessissimo la dieresi.
Dieresi e sineresi, quando riguardano i confini di parole contigue si chiamano rispettivamente dialefe e sinalefe.